# Manija Mir
Manija Mir (* in Hamburg, Deutschland) ist eine deutsch-afghanische Fußballspielerin, die international für die afghanische Nationalmannschaft auflief.

## Karriere

### Vereinskarriere
Mir startete ihre Karriere in der Jugend des FC St. Pauli und wechselte im Frühjahr 2013 zum Einigkeit Wilhelmsburg, wo sie 2013 Meister der Landesliga wurde. In Wilhelmsburg spielte sie gemeinsam mit den afghanischen Nationalspielerinnen Mariam Ruhin und Shebnam Ruhin. Im September 2016 ging sie zum FC Bergedorf 85, wo sie
mit Mena Ahmadi ebenfalls auf eine afghanische Nationalspieler traf.

### Nationalmannschaft
Mir wurde 2015 für die afghanische Nationalmannschaft gescoutet. Nach mehreren Trainingslagerteilnahmen und Testspielen gegen Vereinsteams, kam sie im Februar 2018 in Freundschaftsspielen gegen Jordanien zu ihrem Länderspieldebüt. Bereits zum Jahresende erklärte sie ihren Rücktritt aus dem Nationalteam, zuvor waren Vorwürfe gegen mehrere Verbandsfunktionäre öffentlich geworden, die die Spielerinnen unter anderem sexuell belästigt haben sollen.